# Miloš Ćuk
Miloš Ćuk (em sérvio:  Милош Ћук; Novi Sad, 21 de dezembro de 1990) é um jogador de polo aquático sérvio, campeão olímpico.

## Carreira
Ćuk integrou a equipe da Sérvia medalha de ouro nos Jogos Olímpicos de 2016. Nos Jogos Olímpicos de Verão de 2024, em Paris, conquistou a medalha de ouro no torneio masculino do polo aquático, após vencer na final confronto contra a equipe croata por 13–11.